# 지명중학교
지명중학교(智明中學校)는 대한민국 전라남도 신안군 지도읍 광정리에 있는 공립 중학교이다.

## 학교 연혁
- 1959년 4월 30일 : 개교
- 1959년 7월 28일 : 초대 김양범 교장 취임
- 2002년 12월 22일 : 지명관 준공
- 2014년 2월 22일 : 인조잔디 운동장 준공
- 2024년 3월 1일 : 제26대 정용연 교장 부임
- 2025년 2월 7일 : 제64회 졸업 15명(졸업생 총수 8,872명)
- 2025년 3월 4일 : 2025학년도 신입생 21명 입학

## 참고 자료
- 지명중학교 - 한국교육학술정보원 학교알리미